# Suspiria (film)
Suspiria – amerykańsko-włoski horror z 2018 roku w reżyserii Luki Guadagnino. Remake filmu Odgłosy z 1977 roku autorstwa Dario Argento. W głównych rolach wystąpiły Dakota Johnson, Tilda Swinton i Mia Goth. Film miał premierę 1 września 2018 roku na 75. MFF w Wenecji.

## Fabuła
Amerykańska baletnica, Susie Bannion, wybiera się do Berlina, gdzie ma zacząć pobierać nauki w znanej na skalę świata szkole baletowej. W okolicach jej przyjazdu znika jedna z uczennic, Patricia. Podczas gdy Susan sukcesywnie uczy się tańca, w akademii dochodzi do podobnych, równie niepokojących zdarzeń. Susie razem z poznaną na miejscu Sarą zaczynają podejrzewać, że szkoła nie jest zwyczajną placówką.

## Obsada
- Dakota Johnson jako Susie Bannion
- Tilda Swinton jako Madame Blanc / dr Josef Klemperer / Helena Markos
- Mia Goth jako Sara
- Jessica Harper jako Anke
- Chloë Grace Moretz jako Patricia
- Angela Winkler jako panna Tanner
- Ingrid Caven jako panna Vendegast
- Elena Fokina jako Olga
- Sylvie Testud jako panna Griffith
- Renée Soutendijk jako panna Huller
- Christine Leboutte jako panna Balfour
- Fabrizia Sacchi jako Pavla
- Małgorzata Bela jako matka Susie / Śmierć
- Vanda Capriolo jako Alberta
- Alek Wek jako panna Millius[1]

## Odbiór

### Reakcja krytyków
Film spotkał się z dobrą reakcją krytyków. W agregatorze recenzji Rotten Tomatoes 65% z 333 recenzji uznano za pozytywne. Z kolei w agregatorze Metacritic średnia ważona ocen z 56 recenzji wyniosła 64 punktów na 100.

## Nagrody i nominacje
| Nagroda                                     | Kategoria | Wynik     |
| ------------------------------------------- | --- | --------- |
| Międzynarodowy Festiwal Filmowy w Wenecji   | Udział w konkursie głównym (Luca Guadagnino) | nominacja |
| Nagroda Saturn                              | Najlepsza charakteryzacja | nominacja |
| Critics’ Choice Television Awards           | Najlepszy film sci-fi / horror | nominacja |
| Critics’ Choice Television Awards           | Najlepsza charakteryzacja i fryzury | nominacja |
| Independent Spirit Awards                   | Najlepsze zdjęcia (Sayombhu Mukdeeprom) | wygrana   |
| Independent Spirit Awards                   | Nagroda im. Roberta Altmana (Angela Winkler, Chloë Grace Moretz, Dakota Johnson, Elena Fokina, Gala Moody, Ingrid Caven, Jessica Harper, Luca Guadagnino, Małgorzata Bela, Mia Goth, Renée Soutendijk, Sylvie Testud, Tilda Swinton) – Avy Kaufman i Stella Savino | wygrana   |
| David di Donatello                          | Najlepsza muzyka (Thom Yorke) | nominacja |
| David di Donatello                          | Najlepsza piosenka – "Suspirium", wyk. Thom Yorke | nominacja |
| David di Donatello                          | Najlepsza scenografia (Inbal Weinberg) | nominacja |
| David di Donatello                          | Najlepsze efekty specjalne – (Luca Saviotti) | nominacja |
| David di Donatello                          | Najlepsze fryzury – (Manolo García) | nominacja |
| David di Donatello                          | Najlepszy makijaż – (Fernanda Perez) | nominacja |
| Nagroda Grammy                              | Najlepsza piosenka napisana specjalnie dla formy wizualnej – "Suspirium", wyk. Thom Yorke | nominacja |
| Internetowe Towarzystwo Krytyków Filmowych  | Najlepszy film | nominacja |
| Internetowe Towarzystwo Krytyków Filmowych  | Najlepsza muzyka (Thom Yorke) | nominacja |
| Stowarzyszenie Krytyków Filmowych z Chicago | Najlepsza muzyka oryginalna (Thom Yorke) | nominacja |